# Winseler
Winseler (Luxemburgs: Wanseler) is een gemeente in het Luxemburgse Kanton Wiltz. De gemeente heeft een totale oppervlakte van 30,42 km² en telde 1076 inwoners op 1 januari 2007. In 2011 was het de gemeente met het grootste aandeel Belgen in Luxemburg: 17,9% van de inwoners had de Belgische nationaliteit.

## Ontwikkeling van het inwoneraantal
| Jaar                              | 2001 | 2002 | 2003 | 2004 | 2005 |
| --------------------------------- | ---- | ---- | ---- | ---- | ---- |
| Inwoneraantal                     | 862  | 869  | 908  | 981  | 1027 |
| Opmerking: tellingen op 1 januari |      |      |      |      |      |

## Plaatsen in de gemeente
- Berlé / Pommerloch
- Doncols / Sonlez
- Grümelscheid / Schleif
- Noertrange
- Winseler